# John Mills (Schauspieler)

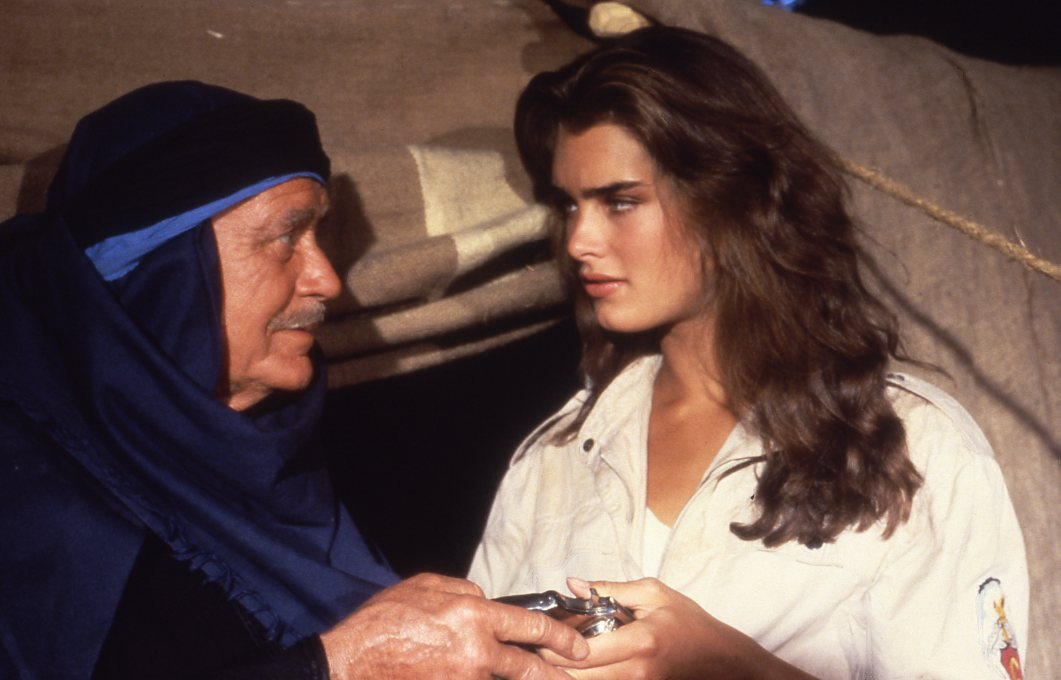
John Mills und Brooke Shields bei den Dreharbeiten zu Sahara (1983)

Sir John Mills CBE (* 22. Februar 1908 in Felixstowe, Suffolk, England als Lewis Ernest Watts Mills; † 23. April 2005 in Denham, Buckinghamshire, England) war ein britischer Film- und Theaterschauspieler.  Er zählte zu Großbritanniens populärsten Darstellern und absolvierte in einem Zeitraum von sieben Jahrzehnten über 120 Filmauftritte. Für Ryans Tochter gewann Mills 1971 den Oscar als bester Nebendarsteller.

## Leben
John Mills wurde als Sohn eines Mathematiklehrers und einer Verkäuferin von Theaterkarten geboren. Nach einer kurzen Anstellung im Handelswesen begann Mills seine Schauspielerkarriere bereits 1927 auf Londoner Bühnen. 1932 machte er sein Filmdebüt in der Komödie The Midshipmaid an der Seite von Jessie Matthews und Frederick Kerr. Es folgten während der 1930er Jahre heute zumeist vergessene Filme, die mit wenig Aufwand gedreht wurden – auch bekannt als quota quickies, in denen er oft den jugendlichen Helden mimte. Zu seinen bekannteren Produktionen dieser Zeit zählen Robert Stevensons Tudor Rose (1936) über das Leben der Jane Grey sowie das Filmdrama Auf Wiedersehen, Mr. Chips (1939) mit Robert Donat in der oscarprämierten Hauptrolle. Während der Kriegsjahre drehte er einige britische Propagandafilme wie In Which We Serve, in denen er meist den vorbildhaften britischen Offizier verkörperte. Wegen einer Erkrankung wurde Mills nicht zum Kriegsdienst einberufen.
1946 brachte Mills die Hauptrolle des Pip in David Leans bekannter Charles-Dickens-Verfilmung Geheimnisvolle Erbschaft internationale Anerkennung ein. Es folgten weitere Erfolge in seinem Heimatland wie Scotts letzte Fahrt (1948), Die Bombe im U-Bahnschacht (1952), Herr im Haus bin ich (1954) und Im Schatten der Zitadelle (1955). Mills war ein sehr beliebter Schauspieler, auch da er besonders häufig britische Durchschnittstypen spielte, die erst durch bestimmte Umstände zu Helden wurden. Er verkörperte auch oft Charaktere mit düstereren Schattierungen, beispielsweise einen neurotischen Offizier im Kriegsdrama Einst ein Held an der Seite von Alec Guinness. Für diese Leistung wurde er im Jahr 1960 mit dem Coppa Volpi bei den Filmfestspielen von Venedig ausgezeichnet. Im folgenden Jahr war Mills am Broadway in Ross, einer Dramatisierung des Lebens von T. E. Lawrence, zu sehen. In den 1960er Jahren war Mills vermehrt in internationalen Filmproduktionen zu sehen, darunter Dschungel der 1000 Gefahren (1960), Sie nannten ihn King (1965) und Lady Hamilton – Zwischen Schmach und Liebe (1968). Bei dem Film Sky West And Crooked mit seiner Tochter Hayley in der Hauptrolle war Mills 1965 auch als Filmregisseur tätig; der Film wurde finanziell ein Flop.
Im Jahr 1971 erhielt Mills den Golden Globe und den Oscar für seine Darstellung des Dorftrottels Michael in David Leans Film Ryans Tochter. In den 1970er Jahren war er am West End in mehreren erfolgreichen Produktionen zu sehen. In Richard Attenboroughs Filmepos Gandhi übernahm er 1982 die Nebenrolle des Vizekönigs. Auch seine Alterserblindung ab 1990 konnte ihn bis zu seinem Tod nicht von seiner darstellerischen Tätigkeit abhalten. Im hohen Alter hatte er unter anderem Cameo-ähnliche Auftritte in Kenneth Branaghs starbesetzter Hamlet-Vefilmung sowie in der Komödie Bean – Der ultimative Katastrophenfilm. Noch in seinem Todesjahr war Mills in dem Kurzfilm Lights2 zu sehen. Kameramann dieses Films war Jack Cardiff, ebenfalls ein britischer Kinoveteran.

## Privatleben
John Mills war von 1927 bis 1941 mit Aileen Raymond, anschließend in zweiter Ehe mit Mary Hayley Bell verheiratet. 2001 erneuerten seine Frau und er nach 60 Ehejahren im Alter von 89 und 92 Jahren ihr Ehegelöbnis in der St. Mary’s Kirche ihres Wohnortes Denham, da sie 1941 nicht in der Kirche getraut werden konnten, weil Mills zu dieser Zeit als Soldat im Zweiten Weltkrieg diente. John Mills starb 2005 im Alter von 97 Jahren, knapp acht Monate nach ihrem Mann starb auch Mary Hayley Bell.
Seine beiden Töchter Juliet Mills (* 21. November 1941) und Hayley Mills (* 18. April 1946) sind bekannte britische Schauspielerinnen. Letztere wurde wie ihr Vater mit einem Oscar ausgezeichnet. Sein Sohn Jonathan Mills wurde am 3. Dezember 1949 geboren. Während der 1960er-Jahre lebte die Familie in Hollywood, da Tochter Hayley hier eine erfolgreiche Karriere als Kinderstar hatte. Nach dieser Zeit kehrte man zurück nach England. 1960 wurde Sir John Mills von Königin Elisabeth II. zum Commander of the British Empire ernannt, 1976 schließlich zum Ritter geschlagen. Seine Autobiografie Up In The Clouds, Gentlemen Please veröffentlichte er 1981.

## Filmografie (Auswahl)
- 1933: The Midshipmaid
- 1935: Forever England
- 1936: Charing Cross Road
- 1936: Tudor Rose
- 1939: Auf Wiedersehen, Mr. Chips (Goodbye Mr Chips)
- 1942: In Which We Serve
- 1942: Die Blockade (The Big Blockade)
- 1944: Wunderbare Zeiten (This Happy Breed)
- 1945: Waterloo Road
- 1945: The Way to the Stars
- 1946: Geheimnisvolle Erbschaft (Great Expectations)
- 1948: Scotts letzte Fahrt (Scott of the Antarctic)
- 1950: The Rocking Horse Winner
- 1950: Die Nacht begann am Morgen (Morning Departure)
- 1952: Die Bombe im U-Bahnschacht (The Gentle Gunman)
- 1953: Meineid (The Long Memory)
- 1954: Herr im Haus bin ich (Hobson’s Choice)
- 1955: Im Schatten der Zitadelle (The Colditz Story)
- 1955: X-Boote greifen an (Above Us the Waves)
- 1956: Wie herrlich, jung zu sein (It’s Great to Be Young)
- 1956: Krieg und Frieden (War and Peace)
- 1956: In 80 Tagen um die Welt (Around the World in 80 Days)
- 1957: Interpol ruft Berlin (Vicious Circle)
- 1958: Eiskalt in Alexandrien – Feuersturm über Afrika (Ice-Cold in Alex)
- 1958: Dünkirchen (Dunkirk)
- 1959: Tiger Bay
- 1960: Einst ein Held (Tunes of Glory)
- 1960: Dschungel der 1000 Gefahren (Swiss Family Robinson)
- 1961: Sommer der Verfluchten (The Singer Not the Song)
- 1962: Alarm auf der Valiant (The Valiant) (Drehbuch)
- 1964: Das Haus im Kreidegarten (The Chalk Garden)
- 1965: Sie nannten ihn King (King Rat)
- 1965: Geheimaktion Crossbow (Operation Crossbow)
- 1966: Letzte Grüße von Onkel Joe (The Wrong Box)
- 1966: Honigmond 67 (The Family Way)
- 1967: Chuka
- 1967: Dundee und Culhane (Dundy and the Culhane) (Fernsehserie, 13 Folgen)
- 1968: Lady Hamilton – Zwischen Schmach und Liebe
- 1968: Das Geheimnis der jungen Witwe (La morte non ha sesso)
- 1969: Oh! What a Lovely War
- 1970: Ryans Tochter (Ryan’s Daughter)
- 1972: Der junge Löwe (Young Winston)
- 1973: Oklahoma Crude
- 1977: Des Teufels Advokat (The Devil's Advocate)
- 1978: Dr. Strange
- 1978: Tote schlafen besser (The Big Sleep)
- 1979: Quatermass (Fernsehserie, vier Folgen)
- 1980–1982: Young at Heart (Fernsehserie, 18 Folgen)
- 1982: Gandhi
- 1983: Sahara
- 1986: Wenn der Wind weht (When the Wind Blows)
- 1987: Who’s That Girl
- 1989: In 80 Tagen um die Welt (Around the World in 80 Days) (Fernseh-Miniserie, 3 Folgen)
- 1993: Deadly Advice – Ein mörderischer Spaß (Deadly Advice)
- 1994: Martin Chuzzlewit (Fernseh-Miniserie, 3 Folgen)
- 1995: The Grotesque
- 1996: Hamlet
- 1997: Bean – Der ultimative Katastrophenfilm (Bean)
- 1998: Cats the Musical
- 2003: Bright Young Things
- 2005: Lights2 (Kurzfilm)

## Auszeichnungen (Auswahl)
- 1960: Coppa Volpi als Bester Darsteller der Filmfestspiele von Venedig für Einst ein Held
- 1971: Oscar als bester Nebendarsteller für Ryans Tochter
- 1971: Golden Globe Award als Bester Nebendarsteller für Ryans Tochter
- 1994: Walt Grealis Special Achievement Award
- 1995: Ehrenpreis des British Film Institute für das Lebenswerk
- 2002: Ernennung zur Disney-Legende
- 2002: Ehrenpreis der British Academy of Film and Television Arts